# Золотий м'яч 1983
«Золотий м'яч 1983»

27 грудня 1983
Найкращий футболіст Європи: 
 Мішель Платіні
 (вперше)

← 1982 * Золотий м'яч * 1984 →
Золотий м'яч 1983 року — 28-ме щорічне вручення нагороди найкращому футболісту Європи, за підсумками опитування від журналу «Франс Футбол».

## Процедура голосування
Участь у голосуванні за визначення найкращого футболіста в Європі взяли представники 26 футбольних асоціацій УЄФА, зокрема: Австрії, Англії, Бельгії, Болгарії, Греції, Данії, Ірландії, Іспанії, Італії, Люксембурга, Нідерландів, НДР, Польщі, Португалії, Румунії, СРСР, Туреччини, Угорщини, Фінляндії, Франції, ФРН, Чехословаччини, Швейцарії, Швеції, Шотландії та Югославії. Вшосте поспіль серед респондентів не було представника Норвегії.
Кожен із членів журі обирав п'ятьох футболістів, які, на його думку, є найкращими гравцями Європи. За перше місце нараховували 5 очок, за друге — чотири, за третє — три, за четверте — два, за п'яте — одне очко. Переможець максимально міг отримати 130 очок.
Результати голосування були опубліковані 27 грудня 1983 року в журналі France Football (№ 1968).

## Підсумки голосування
Володарем нагороди став 28-річний атакувальний півзахисник клубу «Ювентус» Мішель Платіні, який із значною перевагою випередив найближчих переслідувачів шотландця Кенні Далгліша та данця Аллана Сімонсена.
Це перший із трьох «Золотих м'ячів» отриманих Мішелем Платіні. Він також став другим французьким футболістом в історії, після Раймона Копа (1958), який виграв цей трофей.
| Місце | Гравець               | Клуб                         | Країна            | Очки | %      | Місця | Місця | Місця | Місця | Місця | К-ть голосів |
| Місце | Гравець               | Клуб                         | Країна            | Очки | %      | 1-ше  | 2-ге  | 3-тє  | 4-те  | 5-те  | К-ть голосів |
| ----- | --------------------- | ---------------------------- | ----------------- | ---- | ------ | ----- | ----- | ----- | ----- | ----- | ------------ |
| 1     | Мішель Платіні        | Ювентус                      | Франція           | 110  | 84.6 % | 18    | 5     |       |       |       | 23           |
| 2     | Кенні Далгліш         | Ліверпуль                    | Шотландія         | 26   | 20 %   | 2     | 3     | 1     |       | 1     | 7            |
| 3     | Аллан Сімонсен        | Чарльтон Атлетік Вайле       | Данія             | 25   | 19.2 % | 2     | 1     | 1     | 2     | 4     | 10           |
|       |                       |                              |                   |      |        |       |       |       |       |       |              |
| 4     | Гордон Стракан        | Абердин                      | Шотландія         | 24   | 18.5 % | 1     | 1     | 1     | 5     | 2     | 10           |
| 5     | Фелікс Магат          | Гамбург                      | ФРН               | 20   | 15.4 % |       | 2     | 1     | 4     | 1     | 8            |
| 6     | Жан-Марі Пфафф        | Баварія                      | Бельгія           | 15   | 11.5 % | 1     | 1     | 1     | 1     | 1     | 5            |
| 6     | Рінат Дасаєв          | Спартак (Москва)             | СРСР              | 15   | 11.5 % |       | 1     | 1     | 3     | 2     | 7            |
| 8     | Карл-Гайнц Румменігге | Баварія                      | ФРН               | 14   | 10.8 % |       | 1     | 3     |       | 1     | 5            |
| 8     | Єспер Ольсен          | Аякс                         | Данія             | 14   | 10.8 % |       | 1     | 2     | 2     |       | 5            |
| 10    | Браян Робсон          | Манчестер Юнайтед            | Англія            | 13   | 10 %   | 1     | 1     |       | 2     |       | 4            |
|       |                       |                              |                   |      |        |       |       |       |       |       |              |
| 11    | Фернанду Гоміш        | Порту                        | Португалія        | 10   | 7.7 %  |       | 2     |       |       | 2     | 4            |
| 11    | Бернд Шустер          | Барселона                    | ФРН               | 10   | 7.7 %  |       | 2     |       |       | 2     | 4            |
| 11    | Франк Веркаутерен     | Андерлехт                    | Бельгія           | 10   | 7.7 %  |       |       | 3     |       | 1     | 4            |
| 11    | Ален Жиресс           | Бордо                        | Франція           | 10   | 7.7 %  |       |       | 1     | 3     | 1     | 5            |
| 15    | Сафет Сушич           | ПСЖ                          | Югославія         | 8    | 6.2 %  |       | 2     |       |       |       | 2            |
| 15    | Іан Раш               | Ліверпуль                    | Уельс             | 8    | 6.2 %  |       |       | 2     | 1     |       | 3            |
| 17    | Мортен Ольсен         | Андерлехт                    | Данія             | 6    | 4.6 %  | 1     |       |       |       | 1     | 2            |
| 18    | Норман Вайтсайд       | Манчестер Юнайтед            | Північна Ірландія | 5    | 3.8 %  |       |       | 1     | 1     |       | 2            |
| 19    | Бруно Конті           | Рома                         | Італія            | 4    | 3.1 %  |       | 1     |       |       |       | 1            |
| 19    | Ерік Геретс           | Стандард Мілан               | Бельгія           | 4    | 3.1 %  |       | 1     |       |       |       | 1            |
| 19    | Ервін Ванденберг      | Андерлехт                    | Бельгія           | 4    | 3.1 %  |       | 1     |       |       |       | 1            |
| 19    | Мікаель Лаудруп       | Брондбю Лаціо                | Данія             | 4    | 3.1 %  |       |       | 1     |       | 1     | 2            |
| 23    | Ліам Бреді            | Сампдорія                    | Ірландія          | 3    | 2.3 %  |       |       | 1     |       |       | 1            |
| 23    | Антоніо Кабріні       | Ювентус                      | Італія            | 3    | 2.3 %  |       |       | 1     |       |       | 1            |
| 23    | Карлуш Мануел         | Бенфіка                      | Португалія        | 3    | 2.3 %  |       |       | 1     |       |       | 1            |
| 23    | Васіліс Хадзіпанагіс  | Іракліс                      | Греція            | 3    | 2.3 %  |       |       | 1     |       |       | 1            |
| 23    | Гленн Гисен           | ПСВ Гетеборг                 | Швеція            | 3    | 2.3 %  |       |       | 1     |       |       | 1            |
| 23    | Паоло Россі           | Ювентус                      | Італія            | 3    | 2.3 %  |       |       | 1     |       |       | 1            |
| 23    | Костіке Штефенеску    | КС Університатя              | Румунія           | 3    | 2.3 %  |       |       | 1     |       |       | 1            |
| 30    | Збігнев Бонек         | Ювентус                      | Польща            | 2    | 1.5 %  |       |       |       | 1     |       | 1            |
| 30    | Рууд Гулліт           | Феєнорд                      | Нідерланди        | 2    | 1.5 %  |       |       |       | 1     |       | 1            |
| 30    | Федір Черенков        | Спартак (Москва)             | СРСР              | 2    | 1.5 %  |       |       |       | 1     |       | 1            |
| 33    | Серен Лербю           | Аякс Баварія                 | Данія             | 1    | 0.8 %  |       |       |       |       | 1     | 1            |
| 33    | Стойчо Младенов       | ЦСКА (Софія)                 | Болгарія          | 1    | 0.8 %  |       |       |       |       | 1     | 1            |
| 33    | Тібор Нілаші          | Ференцварош Аустрія (Відень) | Угорщина          | 1    | 0.8 %  |       |       |       |       | 1     | 1            |
| 33    | Руді Феллер           | Вердер                       | ФРН               | 1    | 0.8 %  |       |       |       |       | 1     | 1            |

## Цікаві факти
- Розподіл за амплуа серед 36 футболістів згаданих в анкетах наступний: 2 воротарі, 5 захисників, 17 півзахисників та 12 нападників.[3]
- Представник Франції вдруге виграв трофей «Золотий м'яч». Лідером за цим показником залишалися німці — 5 нагород, у Англії — 4, по три нагороди було в Іспанії, Італії та Нідерландів.
- В третій раз лауреатом опитування став футболіст «Ювентуса» — до Мішеля Платіні це вдавалося Омару Сіворі (1961) та Паоло Россі (1982).
- «Ювентус» став 5-м клубом представник якого виграв трофей «Золотий м'яч» щонайменше 3 рази. Найбільше таких нагород було у «Баварії» — 5, у «Манчестер Юнайтед», «Реала» (Мадрид), «Барселони» та «Ювентуса»  — по 3 нагороди.
- 36 гравців згаданих в анкетах представляли 20 країн, з них найбільше було від Данії — 5, ФРН та Бельгії — по 4, Італії — 3, від Франції, СРСР, Португалії та Шотландії — 2 гравці.
- 20 країн — рекордний показник за кількістю країн представлених в рамках одного опитування. Попередній найкращий показник був зафіксований у 1975 році — 19 країн.
- Вдруге поспіль та вп'яте за час проведення опитування в списках номінантів не виявилося представників Іспанії.
- Представники ФРН 27 років поспіль були серед номінантів на нагороду, другий найкращий показник був у італійців — 24 поспіль попадання у заліки опитувань. Усього за 28 років вручення нагороди футболісти ФРН та Італії згадувалися в анкетах хоча б одного разу у 27-ми опитуваннях, гравці Англії згадувалися в анкетах у 25-ти опитуваннях, Франції — у 24-х, Іспанії — у 23-х, СРСР — у 22-х, Швеції — у 20-ти, Угорщини, Югославії та Шотландії — у 19-ти, Нідерландів — у 18-ти опитуваннях.
- Німецькі футболісти найчастіше попадали в загальний залік опитувань — 102 рази, італійські — 86, англійські — 75, угорські — 48, радянські — 47, французькі — 46, іспанські — 45, нідерландські — 44 рази.
- Вчетверте лауреатом трофею став представник італійської першості. Лідером за цим показником залишався німецький чемпіонат — 8 трофеїв, у іспанської першості було 6, англійської також 4 трофеї.
- Всього в анкетах були згадані гравці із 26 клубів, серед них найбільше було представників «Ювентуса» — 4, «Баварії» та «Андерлехта» — по 3, «Ліверпуля», «Манчестер Юнайтед» та московського «Спартака» — по 2 гравці.
- Всього за 28 років в анкетах були згадані 356 футболістів із 155 клубів. Футболісти мадридського «Реала» були згадані в опитуваннях хоча б одного разу у 20-ти випадках, «Ювентуса» — у 19-ти, «Баварії» — у 18-ти, «Манчестер Юнайтед» — у 17-ти, «Інтернаціонале» та «Барселони» — у 16-ти, «Мілана» — у 15-ти, «Бенфіки» — у 14-ти, «Гамбурга», «Аякса» та празької «Дукли» — у 13-ти.
- Вперше в опитуваннях були згадані гравці 6 клубів, зокрема: «Вайле», «Абердина», «Порту», «Іракліса», «КС Університатя» та «Вердера».
- Загалом 356 згаданих в анкетах футболістів за історію проведення опитування представляли 27 країн. Лідерами за кількістю таких футболістів були ФРН — 32 гравці, а також Англія та Італія — по 31 гравцю. До десятки найкращих входили також Франція — 24, СРСР — 22, Нідерланди — 20, Іспанія — 19, Югославія — 18, а також Угорщина, Чехословаччина та Швеція — в усіх по 17 гравців.
- Цікаво, що останньою країною чий гравець потрапив до списків «Франс Футбол» була Греція у 1969 році. Відтоді протягом 14 років серед претендентів на нагороду не було жодного футболіста з інших країн Європи, окрім 27-ми згаданих раніше.
- Рекордсменами за кількістю попадань у заліки опитувань залишалися Франц Бекенбауер та Йоган Кройф — в обох по 12 номінацій, у Еусебіу було 11 номінацій, у Льва Яшина, Джанні Рівери та Герда Мюллера — по 10, Боббі Чарлтона та Сандро Маццоли — по 9 номінацій. У Мішеля Платіні стало 8 номінацій.
- Мішель Платіні вшосте потрапив у чільну п'ятірку, зрівнявшись за цим показником з Еусебіу. Лідером за кількістю потраплянь у п'ятірку найкращих залишався Франц Бекенбауер — 10 разів, у найближчого переслідувача Йогана Кройфа було 7 потраплянь.
- Вперше за історію проведення опитувань у п'ятірку найкращих потрапили одразу два представники Шотландії — Кенні Далгліш (2 місце) та Гордон Стракан (4 місце).